# ルート4
√4（ルート・フォー）は日本ビクター（現・JVCケンウッド）から発売されていた前方に配置した4つのスピーカーでサラウンド音場を作る技術。またそれを搭載したホームシアターシステム。

## ラインナップ
NX-DD302005年12月に発売された先代モデルのNX-DV3の後継機種にあたる。デジタルアンプ「DEUS」搭載。「√4」技術を採用している。2ウェイスピーカー採用。
NX-DV52005年初頭にNX-DV3と共に発売されたサブウーハー付属のモデル。
NX-DV32005年初頭にNX-DV5と共に発売されたサブウーハー別売モデル。2ウェイスピーカー採用。生産完了品。